# 1998년 뉴욕 영화제
제36회 뉴욕 영화제는 1998년 9월 25일에 열린 시상식이다.

## 수상 (비경쟁)
=== 장편 상영작 ===, 비토리오 타비아니
- 갓 앤 몬스터 - 빌 콘돈
- 우리들은 그 노래를 알고 있다 - 알랭 레네
- 아이 스탠드 얼로운 - 가스파 노에
- 간장 선생 - 이마무라 쇼헤이, Alexei Guerman
- 사과 - 사미라 마흐말마프
- 내 이름은 조 - 켄 로치
- 벨벳 골드마인 - 토드 헤인즈
- 검은 고양이 흰 고양이 - 에밀 쿠스트리차
- 제너럴 - 존 부어만
- 포인트 블랭크 - 존 부어만
- 슬램 - 마크 레빈, Han Ziyun
- 8월말 9월초 - 올리비에 아사야스
- 셀레브레이션 - 토마스 빈터베르그
- 상속자 - 슈테판 루조비츠키
- 해피니스 - 토드 솔론즈
- 맥스군 사랑에 빠지다 - 웨스 앤더슨, Paulo Rocha
- 인생 전서 - 할 하틀리
- 지상의 삶 - 압데라만 시사코